# Bệnh viện Nhi đồng 2
Bệnh viện Nhi đồng 2 là một bệnh viện chuyên khoa Nhi trực thuộc Sở Y tế Thành phố Hồ Chí Minh, tọa lạc tại địa chỉ số 14 đường Lý Tự Trọng, phường Bến Nghé, Quận 1, Thành phố Hồ Chí Minh.
Bệnh viện được thành lập vào ngày 1 tháng 6 năm 1978, là một trong ba bệnh viện Nhi tuyến cuối phục vụ các tỉnh thành phía Nam Việt Nam, cùng với Bệnh viện Nhi đồng 1 và Bệnh viện Nhi đồng Thành phố.

## Tổ chức
Bệnh viện tọa lạc trên một khuôn viên rộng 8,6 ha với nhiều cây xanh, có sân chơi cho trẻ em. Tính đến năm 2015, bệnh viện có 1.400 giường bệnh, 10 phòng chức năng, 38 khoa lâm sàng và cận lâm sàng với đầy đủ các chuyên khoa.
Từ năm 2004, bệnh viện triển khai thực hiện phẫu thuật ghép thận và ghép gan, đến năm 2010 triển khai phẫu thuật tim hở và thông tim can thiệp cho trẻ em. Hiện nay Bệnh viện Nhi đồng 2 được Ủy ban nhân dân Thành phố Hồ Chí Minh xếp hạng I.

## Lịch sử

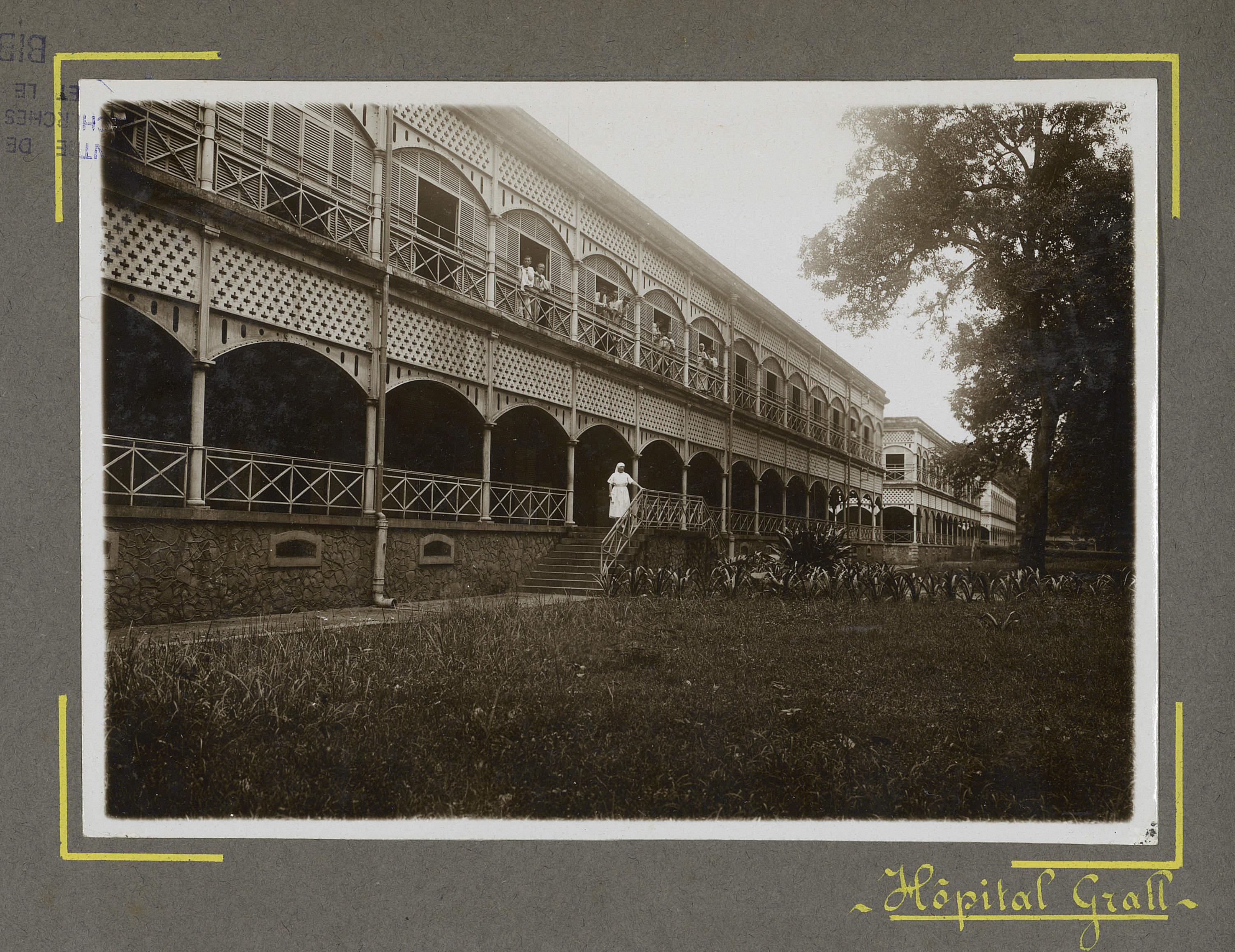
Một góc Bệnh viện Grall vào khoảng năm 1930

Địa điểm này vốn là một bệnh viện Quân y được người Pháp cho xây dựng vào thập niên 1870 để phục vụ cho Quân đội Pháp. Từ năm 1905, bệnh viện được bác sĩ Charles Grall điều hành, lúc này tiếp nhận cả dân thường. Năm 1925, bệnh viện mang tên Bệnh viện Grall theo tên của vị bác sĩ này. Đến thời Việt Nam Cộng hòa, bệnh viện vẫn do chính quyền Pháp quản lý thông qua Bộ Ngoại giao, lúc này còn được gọi là Bệnh viện Đồn Đất (do nằm cuối đường Đồn Đất, nay là đường Thái Văn Lung).
Sau khi Việt Nam thống nhất vào năm 1976, chính quyền Pháp bàn giao bệnh viện lại cho Việt Nam. Năm 1978, Bệnh viện Đồn Đất chuyển cơ sở về Bệnh viện Thống Nhất và bàn giao lại cơ sở tại Quận 1 để thành lập Bệnh viện Nhi đồng 2 theo quyết định của Ủy ban nhân dân Thành phố Hồ Chí Minh. Ngày 1 tháng 6 năm 1978, Bệnh viện Nhi đồng 2 chính thức được thành lập và đi vào hoạt động.
Ngày 16 tháng 5 năm 2016, Bệnh viện Nhi đồng 2 được Ủy ban nhân dân Thành phố Hồ Chí Minh xếp hạng di tích kiến trúc nghệ thuật cấp thành phố. Đây là cơ sở y tế đầu tiên tại thành phố được công nhận di tích.